# Единствената вечер
TNA Единствената Вечер са серии от Total Nonstop Action Wrestling, който се излъчват по pay-per-view и са дълги 3 часа. Сериите започватот април 2013, като се июлъчват по pay-per-view на първия петък от всеки месец, с изключение на турнира „Хардкор Правосъдие 3“, който се излъчи на 20 януари 2014. Предавани като отделни специални епизоди, за разлика от живо платените турнири, нито са свързани със сюжетните линии, представени на седмичното телевизионно предаване, нито едни с други, макар и след „Единствената Вечер“, все пак са включени сюжетни линии в мачове и ситуации. Епизодите бяха обявени на 11 януари 2013, от Президента на TNA – Дикси Картър като част от промяната на техните турнири. TNA излъчва месечни турнири на живо. коментаторите са Джеръми Бораш и Джош Матюс.

## Турнири, провели се през 2013
| Дата на провеждане | Дата на излъчване | Англ. Име               | Бълг. Име             | Място                   | Град              |
| ------------------ | ----------------- | ----------------------- | --------------------- | ----------------------- | ----------------- |
| 12 януари 2013     | 5 април 2013      | X-Travaganza            | Развлечение           | Impact Zone             | Орландо, Флорида  |
| 12 януари 2013     | 3 май, 2013       | Joker's Wild            | Дивия Жокер           | Impact Zone             | Орландо, Флорида  |
| 19 март 2013       | 5 юли, 2013       | Hardcore Justice 2      | Хардкор Правосъдие 2  | Impact Zone             | Орландо, Флорида  |
| 17 март, 2013      | 2 август, 2013    | 10 Reunion              | Десетилетно Събиране  | Impact Zone             | Орландо, Флорида  |
| 17 март, 2013      | 6 септември, 2013 | Knockouts Knockdown     | Нокаут Поваляне       | Impact Zone             | Орландо, Флорида  |
| 19 март 2013       | 1 ноември 2013    | Tournament of Champions | Турнира на шампионите | Impact Zone             | Орландо, Флорида  |
| 18 март, 2013      | 6 декември, 2013  | World Cup of Wrestling  | Световна Купа по Кеч  | Impact Zone             | Орландо, Флорида  |
| 18 март, 2013      | 3 януари 2014     | Tag Team Tournament     | Отборен Турнир        | Impact Zone             | Орландо, Флорида  |
| 29 декември, 2013  | 10 януари, 2014   | Hardcore Justice 3      | Хардкор Правосъдие 3  | Lowell Auditorium       | Лоуел, Масачузетс |
| 30 декември, 2013  | 7 февруари 2014   | #OldSchool              | Старата Школа         | Mid-Hudson Civic Center | Поукипси, Ню Йорк |

## Турнири, провели се през 2014
| Дата на провеждане | Дата на излъчване | Англ. Име                | Бълг. Име               | Място                 | Град                            |
| ------------------ | ----------------- | ------------------------ | ----------------------- | --------------------- | ------------------------------- |
| 2 февруари 2014    | 9 май, 2014       | Joker's Wild II          | Дивия Жокер 2           | National Indoor Arena | Бирмингам, Англия               |
| 2 март 2014        | 4 юли, 2014       | Global IMPACT Japan      | Глобален Сблъсък Япония | Ryōgoku Kokugikan     | Токио, Япония                   |
| 12 април 2014      | 1 август, 2014    | X-Travaganza 2           | Развлечение             | Impact Zone           | Орландо, Флорида                |
| 12 април 2014      | 5 септември, 2014 | World Cup of Wrestling 2 | Световна Купа по Кеч 2  | Impact Zone           | Орландо, Флорида                |
| 10 май, 2014       | 7 ноември 2014    | Knockouts Knockdown 2    | Нокаут Поваляне 2       | Impact Zone           | Орландо, Флорида                |
| 10 май, 2014       | 5 декември, 2014  | Victory Road             | Път към Победа          | Impact Zone           | Орландо, Флорида                |
| 5 септември, 2014  | 9 януари 2015     | Turning Point            | Повратна Точка          | John Paul Jones Arena | Шарлотсвил, Вирджиния           |
| 6 септември, 2014  | 6 февруари 2015   | Rivals                   | Врагове                 | Royal Palace Theatre  | Роъноук Рапид, Северна Каролина |

## Турнири, провели се през 2015
| Дата на провеждане | Дата на излъчване | Англ. Име                | Бълг. Име            | Място             | Град             |
| ------------------ | ----------------- | ------------------------ | -------------------- | ----------------- | ---------------- |
| 14 февруари 2015   | 6 март 2015       | Joker's Wild III         | Дивия Жокер 3        | Impact Zone       | Орландо, Флорида |
| 13 февруари 2015   | 1 април 2015      | Hardcore Justice 4       | Хардкор Правосъдие 4 | Impact Zone       | Орландо, Флорида |
| 15 февруари 2015   | 6 май, 2015       | X-Travaganza 3           | Развлечение          | Universal Studios | Орландо, Флорида |
| 15 февруари 2015   | 1 юли, 2015       | Knockouts Knockdown 3    | Нокаут Поваляне 3    | Impact Zone       | Орландо, Флорида |
| 15 февруари 2015   | 5 август, 2015    | World Cup of Wrestling 3 | Световна Купа по Кеч | Impact Zone       | Орландо, Флорида |

## Предстоящи Турнири
| Дата на провеждане | Англ. Име                       | Бълг. Име                          | Място       | Град             |
| ------------------ | ------------------------------- | ---------------------------------- | ----------- | ---------------- |
| 13 февруари 2015   | Global Impact: USA vs The World | Глобален Сблъсък: САЩ срещу Светът | Impact Zone | Орландо, Флорида |
| 16 февруари 2015   | TNA Classic                     | Класика                            | Impact Zone | Орландо, Флорида |
| 16 февруари 2015   | TNA Gutcheck                    | Дръзка проба                       | Impact Zone | Орландо, Флорида |